# Нектаріос Александру
Нектаріос Александру (грец. Νεκτάριος Αλεξάνδρου, * 19 грудня 1983, Нікосія) — кіпрський футболіст, півзахисник. Нині виступає за футбольний клуб «АПОЕЛ».

## Досягнення
- Чемпіон Кіпру (10):

АПОЕЛ: 2001-02, 2003-04, 2008-09, 2010-11, 2012-13, 2013-14, 2014-15, 2015-16, 2016-17, 2017-18
- Володар Кубка Кіпру (3):

АПОЕЛ: 2005-06, 2013-14, 2014-15
- Володар Суперкубка Кіпру (6):

АПОЕЛ: 2002, 2004, 2008, 2009, 2011, 2013
- Володар Кубка Греції (1):

«Лариса»: 2006-07